# North Kansas City (Misuri)
North Kansas City es una ciudad ubicada en el condado de Clay en el estado estadounidense de Misuri. En el Censo de 2010 tenía una población de 4208 habitantes y una densidad poblacional de 350,76 personas por km².

## Geografía
North Kansas City se encuentra ubicada en las coordenadas 39°8′22″N 94°33′53″O / 39.13944, -94.56472. Según la Oficina del Censo de los Estados Unidos, North Kansas City tiene una superficie total de 12 km², de la cual 11.38 km² corresponden a tierra firme y (5.16%) 0.62 km² es agua.

## Demografía
Según el censo de 2010, había 4208 personas residiendo en North Kansas City. La densidad de población era de 350,76 hab./km². De los 4208 habitantes, North Kansas City estaba compuesto por el 76.76% blancos, el 10.74% eran afroamericanos, el 0.76% eran amerindios, el 3.33% eran asiáticos, el 0.29% eran isleños del Pacífico, el 4.66% eran de otras razas y el 3.47% pertenecían a dos o más razas. Del total de la población el 11.53% eran hispanos o latinos de cualquier raza.